# 940
| 940                |
| ------------------ |
| Dødsfald - Fødsler |
|                    |

| Gregoriansk kalender | 940 CMXL                |
| Ab urbe condita      | 1693                    |
| Armensk kalender     | 389 ԹՎ ՅՁԹ              |
| Kinesiske kalender   | 3636 – 3637 己亥 – 庚子 |
| Etiopisk kalender    | 932 – 933               |
| Jødisk kalender      | 4700 – 4701             |
| Hindukalendere       |                         |
| - Vikram Samvat      | 995 – 996               |
| - Shaka Samvat       | 862 – 863               |
| - Kali Yuga          | 4041 – 4042             |
| Iransk kalender      | 318 – 319               |
| Islamisk kalender    | 328 – 329               |

Se også 940 (tal)

## Begivenheder
- Den franske Ludvig 4. hinsides Havet donerer Reims-grevskabet til områdets ærkebiskop[kilde mangler]

## Født
- 10. juni - Abu al-Wafa, persisk matematiker og astronom (død 998).